# Caractères de civilité

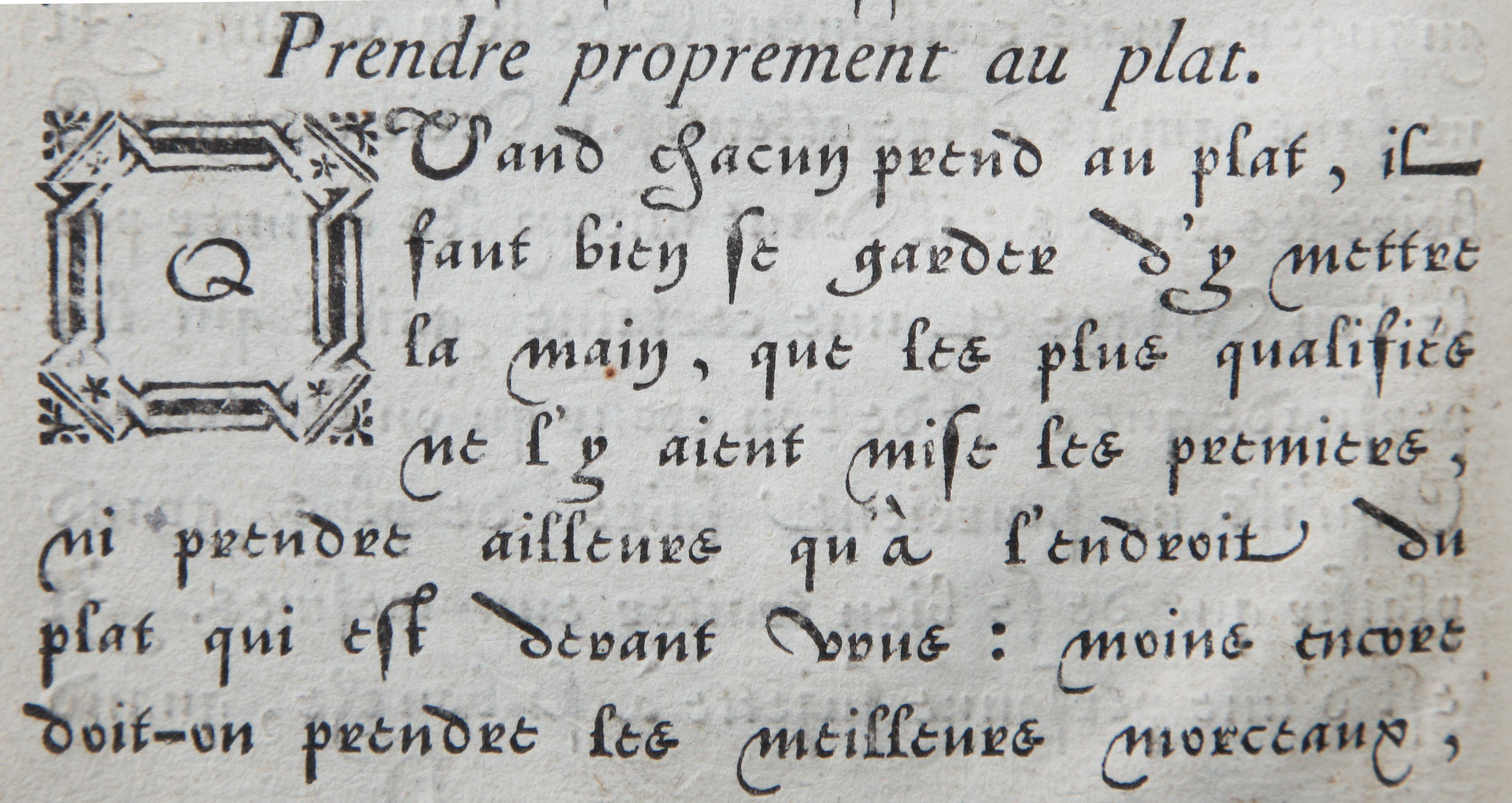
Caractères de civilité employés dans un manuel de savoir-vivre au XVIIIe siècle.

Les caractères de civilité sont une écriture typographique imitant la gothique cursive employée en France au XVIe siècle.

## Origine
Les poinçons de la première police ont été gravés à Lyon, en 1557, par Robert Granjon. Le premier livre imprimé avec ce type de caractères est le Dialogue de la vie et de la mort de Ringhieri. Cette typographie, pour laquelle le graveur obtient un privilège royal, est pourtant imitée à Paris par le graveur Philippe Danfrie, associé au libraire Richard Breton dès 1558. 
Diffusés en France, mais également en Flandres, aux Pays-Bas et en Angleterre, les caractères de civilité seront employés jusqu'au milieu du XIXe siècle. 
Ils prennent d'abord le nom de « lettre françoyse d'art de main », Robert Granjon ayant l'ambition de doter la France d'une typographie nationale, destinée à remplacer l'italique. Ils sont souvent utilisés dans les pièces liminaires et les épitres dédicatoires, où leur ressemblance avec l'écriture manuscrite donne l'impression que l'auteur écrit une lettre à son dédicataire. Dès les années 1550, on emploie fréquemment la cursive dans des manuels scolaires: elle permet de familiariser les enfants à la cursive. Pourtant, la diffusion de ce caractère reste très limitée : il ne parvient pas à s'imposer dans une production largement dominée par le romain et l'italique, auquel les lecteurs sont de plus en plus habitués. Ils apparaissent dans moins d'un millier de publications, principalement en langue flamande, qui ont été répertoriées par Harry Carter et Hendrik Vervliet. En France, dès les années 1580, le caractère est de moins en moins employé, et on ne le rencontre plus guère au-delà de 1600.

## Réapparition auXVIIIesiècle
Après près d'un siècle de disparition quasi totale du paysage éditorial, les caractères de civilité réapparaissent en 1703, lorsque Jean-Baptiste de La Salle décide d'y recourir pour imprimer ses Règles de la Bienséance et de la Civilité chrétienne. Complètement périmée sur le plan calligraphique, la cursive gothique n'en est pas moins employée par le pédagogue pour familiariser les élèves à la lecture et à l'écriture des formes cursives, notamment la ronde.   
L'influence de ce manuel, fréquemment réimprimé, et diffusé dans tous les établissements des Frères des Écoles chrétiennes, est considérable. À partir des années 1730, l'utilisation des caractères cursifs devient la norme dans tous les manuels de savoir-vivre, y compris ceux employés par les maîtres d'école privés. La production de manuel de savoir-vivre en caractères de civilité augmente tout au long du XVIIIe siècle, pour culminer au début du XIXe siècle. C'est à cette époque seulement que la « lettre française » prend le nom de « caractères de civilité ».
D'après R. Jimenes, quatre principaux titres sont concernés : 
- Les Règles de la Bienséance et de la Civilité chrétienne de Jean-Baptiste de La Salle, diffusées dans les établissements de la congrégation des Frères des écoles.
- La Civilité honnête (ou La Civilité puérile et honnête) « dressée par un missionnaire », texte beaucoup plus ancien qui avait paru en 1600, mais qui est composé en cursive à partir de 1730. Fréquemment réimprimé par les éditeurs troyens, il est largement diffusé par les réseaux de distribution du colportage.
- La Civilité qui se pratique en France parmi les honnêtes gens, est une adaptation d'un ouvrage d'Antoine de Courtin, largement popularisé pour l'occasion ; ce texte propagé dans les écoles privées semble avoir été imprimé exclusivement dans les villes de la vallée de la Loire : Orléans, Blois, Tours, Angers, Nantes, Poitiers, Vendôme, Le Mans, Amboise…
- La Conduite pour la bienséance civile et chrétienne, attribuée à Michel de Verthamon, évêque de Montauban, texte principalement édité dans la région lyonnaise, au sein du réseau des écoles fondées par Charles Démia.

Entre 1703 et 1830, on recense au moins 217 éditions composées en caractères de civilité.

## Polices modernes
Même si les caractères de civilité sont tombés en désuétude au XIXe siècle, leurs motifs ont inspiré plusieurs dessinateurs modernes. Parmi les polices qui s'inspirent du motif des caractères de civilité, on peut citer :
- Gothique Christian (Imprimerie nationale) ;
- Civilité de l'American Type Founders ;
- 1742 Civilité de Gilles Le Corre ;
- P22 Civilité.